# Gorka Murawjowskaja
Gorka Murawjowskaja (russisch Горка Муравьёвская) ist ein Dorf in Nordwestrussland. Der Ort gehört zur Oblast Archangelsk und hat 2602 Einwohner (Stand 14. Oktober 2010). Gorka Murawjowskaja gehört administrativ zum Welski rajon.

## Geographie
Gorka Murawjowskaja befindet sich etwa drei Kilometer nördlich des Rajonverwaltungszentrums Welsk und 390 Kilometer südlich der Oblasthauptstadt Archangelsk. Der Ort liegt am linken Ufer der Waga, einem Nebenfluss der Nördlichen Dwina.
Gorka Murawjowskaja gehört zur gleichnamigen Gemeinde Murawjowskoje selskoje posselenije (Муравьёвское сельское поселение), die neun Dörfern (eins davon unbewohnt) mit insgesamt 4404 Einwohnern (Stand 2010) umfasst und dessen Verwaltungszentrum das Dorf Woronowskaja ist, welches sich einen Kilometer von Gorka Murawjowskaja befindet.

## Geschichte
Obwohl das genaue Alter des Dorfes nicht bekannt ist, feierte Gorka Murawjowskaja im Jahr 2012 sein 130-jähriges Bestehen.

## Wirtschaft und Verkehr
Durch Gorka Murawjowskaja verläuft die Fernstraße M8. Über Welsk besteht Anschluss an das Regional- und Fernverkehrsnetz der russischen Nordeisenbahn.
Der Ort verfügt über eine Mittelschule sowie ein Krankenhaus. Im Westen des Dorfes befindet sich eine Strafkolonie (Исправительная колония № 14).